# Église Saint-François-d'Assise de Gonesse
Pour les articles homonymes, voir Église Saint-François-d'Assise.

La nef.

Le chœur.

L'église Saint-François-d'Assise est une église catholique située à Gonesse, en France.

## Localisation
L'église est située dans le département français du Val-d'Oise, sur le territoire de la commune de Gonesse, dans le quartier de la Fauconnière.

## Historique
Il y avait une chapelle, dédiée à saint Vincent de Paul sur le territoire des « Carreaux », œuvre de l'architecte Authmann. Pour répondre au développement urbain, le grand ensemble « Fauconnière, Carreaux » a été érigé en paroisse par Mgr Alexandre Renard, évêque de Versailles, le 20 juin 1963. Cette paroisse s'étend géographiquement sur les territoires des communes de Villiers-le-Bel et Gonesse. Une nouvelle église devenait nécessaire. Elle fut dédiée à saint François d'Assise et construite au centre de la nouvelle agglomération, place de la Fauconnière.

## Architecture
Œuvre de l'architecte Olivier Caplain, elle est formée de deux courbes dissymétriques, réalisée par deux murs en pierre dont l'écartement variable permet d'inscrire les tambours d'entrée, les confessionnaux, l'autel secondaire. La charpente en bois est composée de poutres en lamellé-collé reposant sur un unique point porteur d'une part et sur le mur périphérique qui s'élève de l'entrée vers le chœur et le clocher d'autre part. Elle comprend au rez-de-chaussée une église pouvant recevoir 500 personnes et en sous-sol un aménagement permettant l'enseignement religieux et les réunions. Chaque niveau a une entrée indépendante.
L'église a été construite avec les mêmes matériaux que ces des immeubles qui l'entourent : béton et pierres de parement mais aussi bois, verre et métal.
La toiture est en cuivre traitée comme un entonnoir orientant les eaux de pluie vers le seul point d'appui intérieur de l'église d'où jaillissent les poutres en bois.

## Paroisse
Lors de la réorganisation des paroisses dans le diocèse de Pontoise, les paroisses Notre-Dame de la Paix d’Arnouville et Saint-François d’Assise de Gonesse ont été réunies sous l'autorité d'un même curé. Cet ensemble rassemble cinq lieux de culte dont l'église Saint-François d'Assise.
Cette paroisse comprend une grande diversité de paroissiens originaires de nombreux pays, dont une communauté chaldéenne,,.

## Pour approfondir